# Aragua
Aragua er en af Venezuelas 23 delstater (estados).